# Renașterea lui Pete
Renașterea lui Pete (Hatching Pete) este un film original Disney Channel, care și-a făcut premiera pe 10 aprilie 2009 pe Disney Channel, în Regatul Unit. Acesta este primul film original Disney Channel care a fost difuzat pentru prima dată în Regatul Unit. 
În Statele Unite, filmul a avut premiera pe 24 aprilie 2010. Premiera în România a avut loc pe data de 3 aprilie 2010, cu ocazia Paștelui, pe Disney Channel România.

## Rezumat
Pete (Jason Dolley) este un băiat destul de timid și introvertit. Cleatus Poole (Mitchel Musso), cel mai bun prieten al său, are sarcina de a interpreta mascota echipei de baschet a școlii, un pui. Acest lucru nu este pe placul lui Cleatus, dar o face, fiind o tradiție în familia lui. 
Când școala primește un nou costum de pui, Cleatus realizeaz că este alergic la acesta, astfel, înmânându-i costum și rolul de mascotă lui Pete. Din păcate, datorită performanțelor uimitoare ale lui Pete, ca mascotă, Cleatus primește foarte multă antenție, toată lumea crezând că el este, de fapt, cel din costum. 
În cele din urmă, lucrurile par a fi bune, dar, lumea începe să se întrebe cine este cu adevărat mascota. Astfel, în timp ce reușește să își contureze o personalitate mai puternică, Pete trebuie să aleagă dacă va destăinui lumii secretul ce îl leagă de Cleatus.

## Distribuția
- Jason Dolley - Pete Ivey
- Mitchel Musso - Cleatus Poole
- Josie Loren - Angela Morrissey
- Tiffany Thornton - Jamie Wynn
- Sean O'Bryan - Leon Ivey
- Amy Farrington - Doris Ivey
- Aramis Knight - Wendell Pate
- Crawford Wilson - Dil Jensen
- Edward Herrmann - The Principal
- Brian Stepanek - Antrenorul Mackey
- Madison Riley - Camie Poole
- Nick Whitaker - Floyd

## Coloana sonoră
Doi dintre actorii filmului, Mitchel Musso și Tiffany Thornton au înregistrat un cântec numit "Let It Go", pentru film. Cântecul a fost folosit în timpul unei scene cu o paradă și a primit o difuzare semnificativă la Radio Disney, când a fost lansat. S-a filmat, de asemenea, un videoclip muzical, care a fost lansat pe data de 28 martie 2009, pe Disney Channel.
Cântecul a fost inclus pe compilația "Disney Channel Playlist" și în jocul muzical Disney Sing It: Pop Hits. 